# Geschwister-Scholl-Haus (Leipzig)

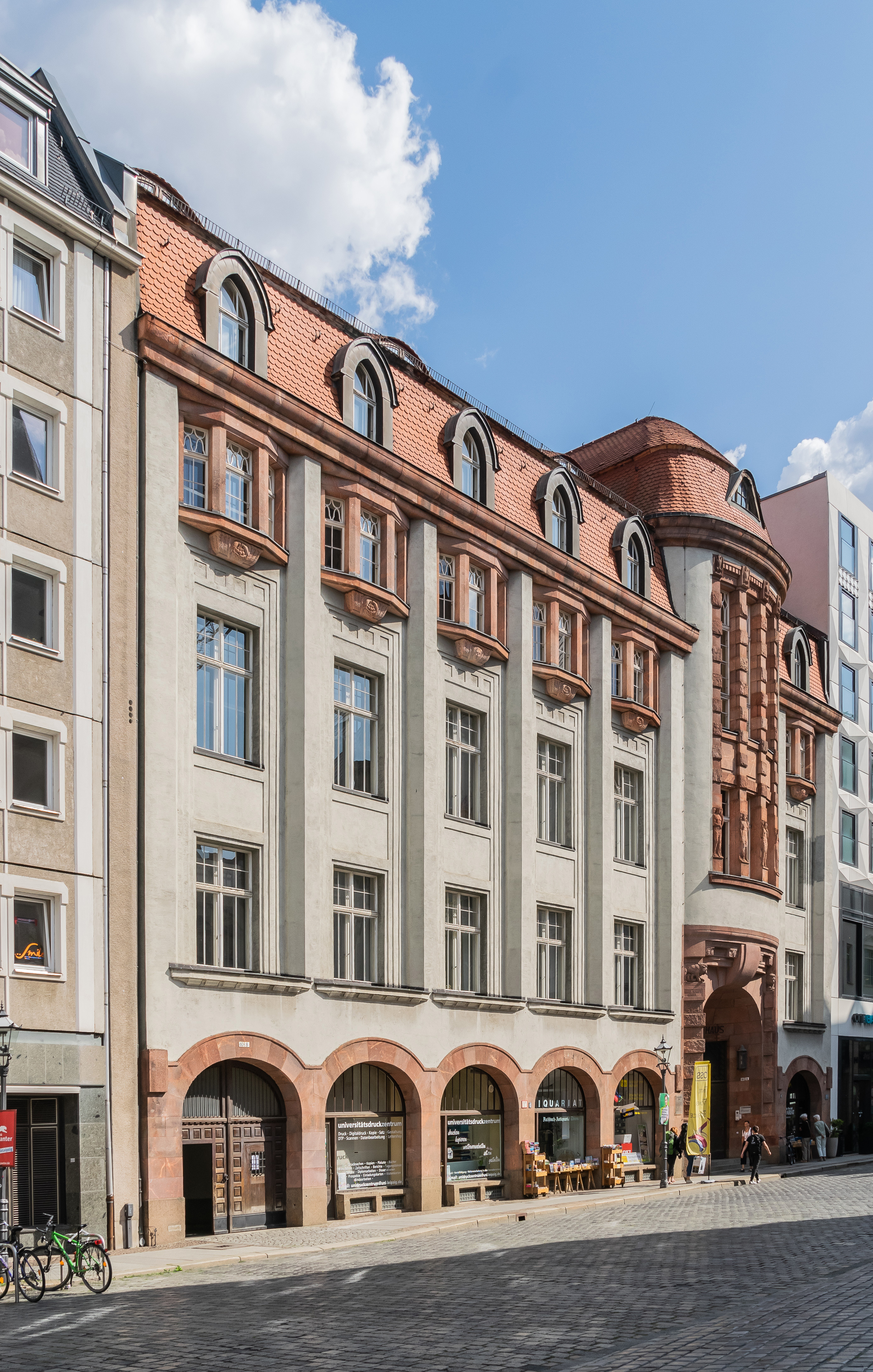
Das Geschwister-Scholl-Haus

Das Gebäude in der Leipziger Ritterstraße 8–10, heute Geschwister-Scholl-Haus, ist in den Jahren 1908–1910 als Sitz der ersten deutschen Handelshochschule (gegründet 1896) auf einem der ältesten Grundstücke der Universität Leipzig, dem Großen Fürstencolleg, errichtet worden. Der Gebäudeentwurf stammt von Fritz Schumacher (1869–1947), dem Mitbegründer des Deutschen Werkbundes.

## Beschreibung des Bauwerkes

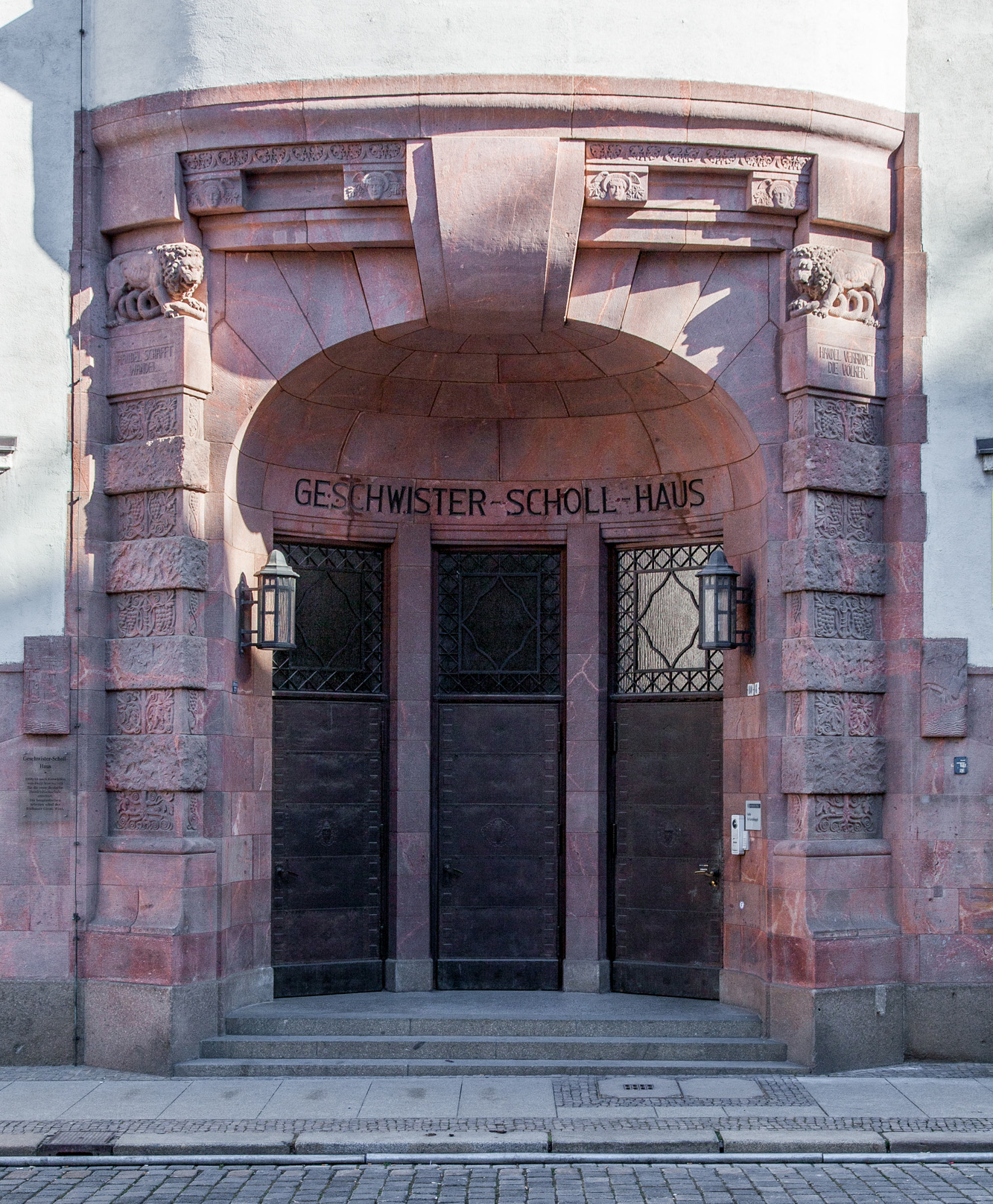
Portal mit Bauschmuck von Georg Wrba

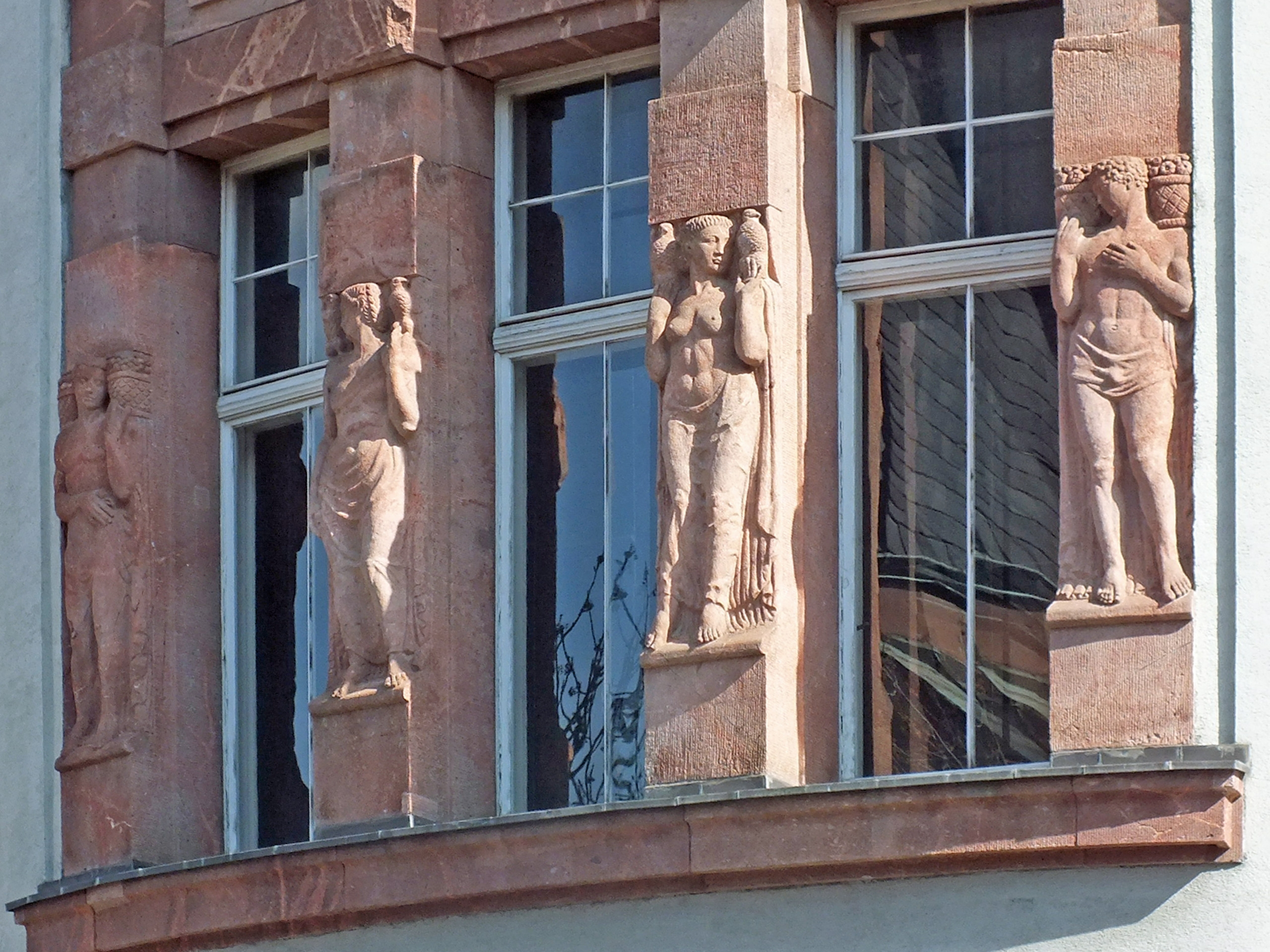
Fenstersäulen von Georg Wrba

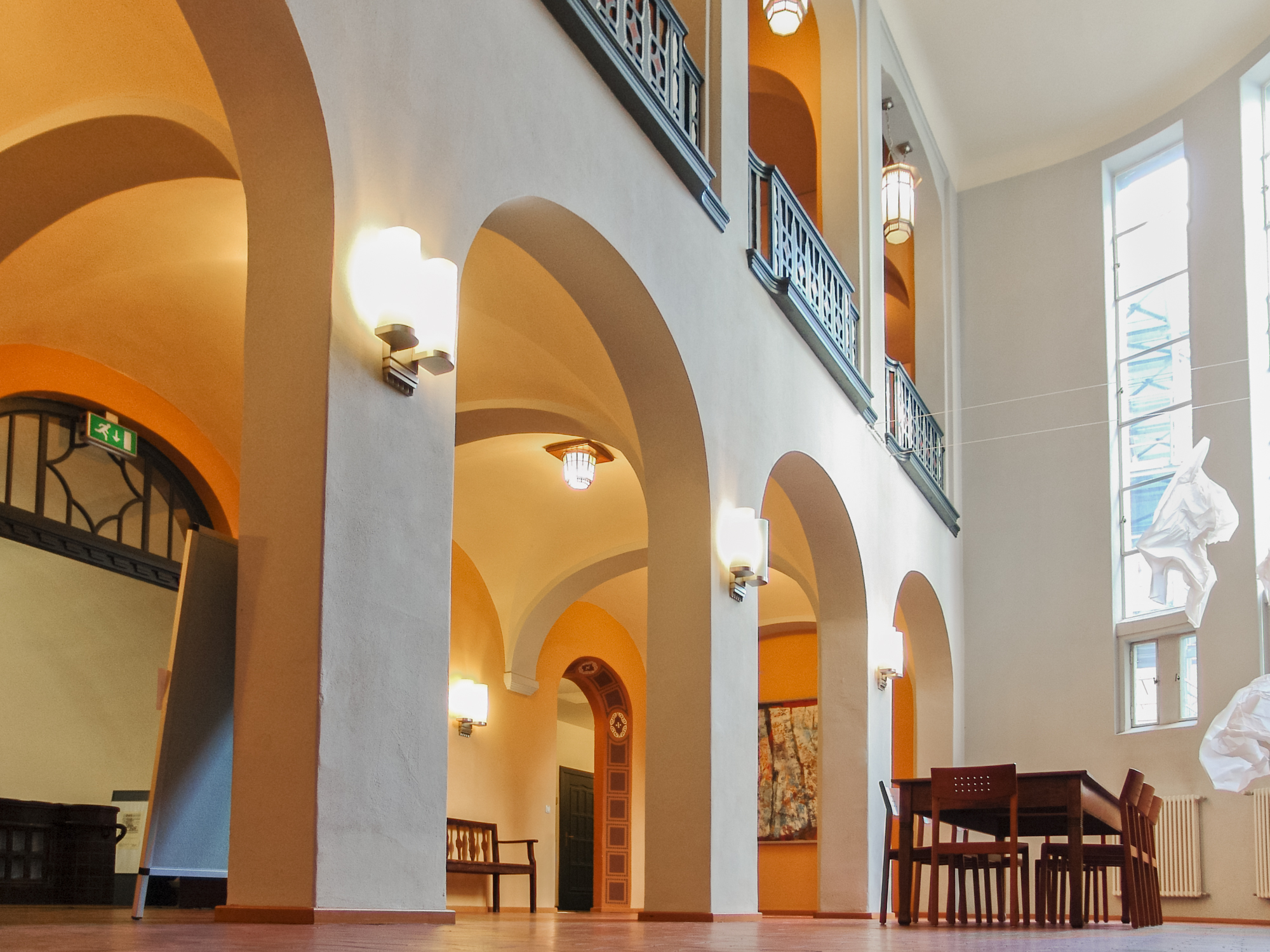
Halle im Erdgeschoss

Das Haus ist ein herausragendes Beispiel der Reformarchitektur nach dem Historismus, entworfen vor allem nach funktionalen Gesichtspunkten bei begrenztem Einsatz repräsentativer Elemente.
Es ist ein ruhiger Bau, dessen Baumasse in der Höhenausdehnung so gehalten wurde, dass es mit der Nikolaikirche und der damaligen Platzgestaltung in Harmonie stand. Auf Grund der wertvollen zentralen Lage musste die Fläche gut genutzt werden – im Keller wurden Lagerräume und ebenerdig Läden eingerichtet. Die Räume der Hochschule selbst wurden in die oberen Geschosse verlegt.
Die einfache, vornehme, barockisierende Fassade, die ruhigen Bogen der Blendarkaden in der Ladenzone, über denen starke, bis zum Dach ragende Pfeiler das Gebäude gliedern, Fenstererker im dritten Obergeschoss und das ausgebaute Mansarddach mit unterschiedlich geformten Gauben, sind die besonderen Merkmale dieses Gebäudes. Der Seitenrisalit – hier ein runder, erker- und turmartiger Vorbau, der sich in das Dachgeschoss hinein erhebt – trägt zur leichten Monumentalwirkung des Gebäudes bei.
Für die hervorgehobenen Architekturteile, die Ladenzone, das Dachgesims und den plastischen Schmuck wurde Rochlitzer Porphyr verwendet, der mit den in grauen Putz ausgeführten Flächen harmoniert. Der plastische Schmuck, um und über dem nischenartigen Eingang des Gebäudes – links und rechts vom Eingang zwei Reliefplatten mit historischen Handelsschiffen, die Bauinschriften „Handel verbindet die Völker“ und „Handel schafft Wandel“, darüber auf den Fensterpfeilern des zweiten Obergeschosses Reliefs mit allegorischen Figuren zum Thema Handel, eine Fütterungsszene im Vogelnest und ein pausbäckiger Merkur als Konsolen für die Fenstererker – wurden von dem bedeutenden Dresdner Bildhauer Georg Wrba (1872–1939) ausgeführt.
Die Zweckmäßigkeit des Gebäudes wird durch Gestaltung im Inneren sichtbar. Durch die drei Türen der Portalnische kommt man in einen, von einer großen Deckenleuchte aus Glas mit vier Hängeleuchten gekrönten Eingangsraum, von dem eine mit matter, braunroter Keramik (Villeroy & Boch) verkleideten Treppe, welche auf die in den Bauplänen als Erdgeschoss bezeichnete höhere Ebene führt. Durch eine Flügeltür betritt man eine zur Hofseite hin über zwei Geschosse verglaste Halle und hat einen Blick in das offene Treppenhaus. Hier befanden sich links das Direktorenzimmer, zwei Kanzleiräume und ein Hörsaal, rechts der Raum des Portiers.
Im ersten Obergeschoss befanden sich ein geräumiges Musterkontor, die Bibliothek, das Dozentenzimmer und ein Zimmer für die Studentenschaft. Im dritten Obergeschoss wurde ein großzügiger Vorsaal angelegt, an dem sich zwei Hörsäle mit 200 bzw. 250 Plätzen anschlossen. Die Hörsäle ragen zur Hälfte in den Dachraum hinein, in dem zum Hof hin, durch eine schmale Treppe zugänglich, zusätzlich die Dienerwohnung eingebunden war.
Der Charakter der Innenräume wird maßgeblich durch sichtbare Stahlbetonkonstruktion bestimmt, die das gesamte Gebäude gliedert. Das Haus zeichnet sich durch sehr zurückhaltenden Schmuck aus: einfarbige Putzflächen treffen auf bemerkenswerte, farbig dezent gemusterte Decken,  Bögen und Säulen und auf das farbig, mit Verzierungen gestrichene Holz der Türen und Treppengeländer. Geschmiedete Beleuchtungskörper rhythmisieren die Räume zusätzlich. Zwei keramische Brunnen sind nicht erhalten geblieben.
Das Gebäude wurde 1994–1995 umfassend und denkmalschutzgerecht saniert und die originale Farbigkeit im Treppenhaus und im großen Hörsaal wiederhergestellt. Die Raumstruktur im ersten und zweiten Geschoss stellt sich heute, im Vergleich zu 1910, leicht verändert dar.

## Gebäudeansichten

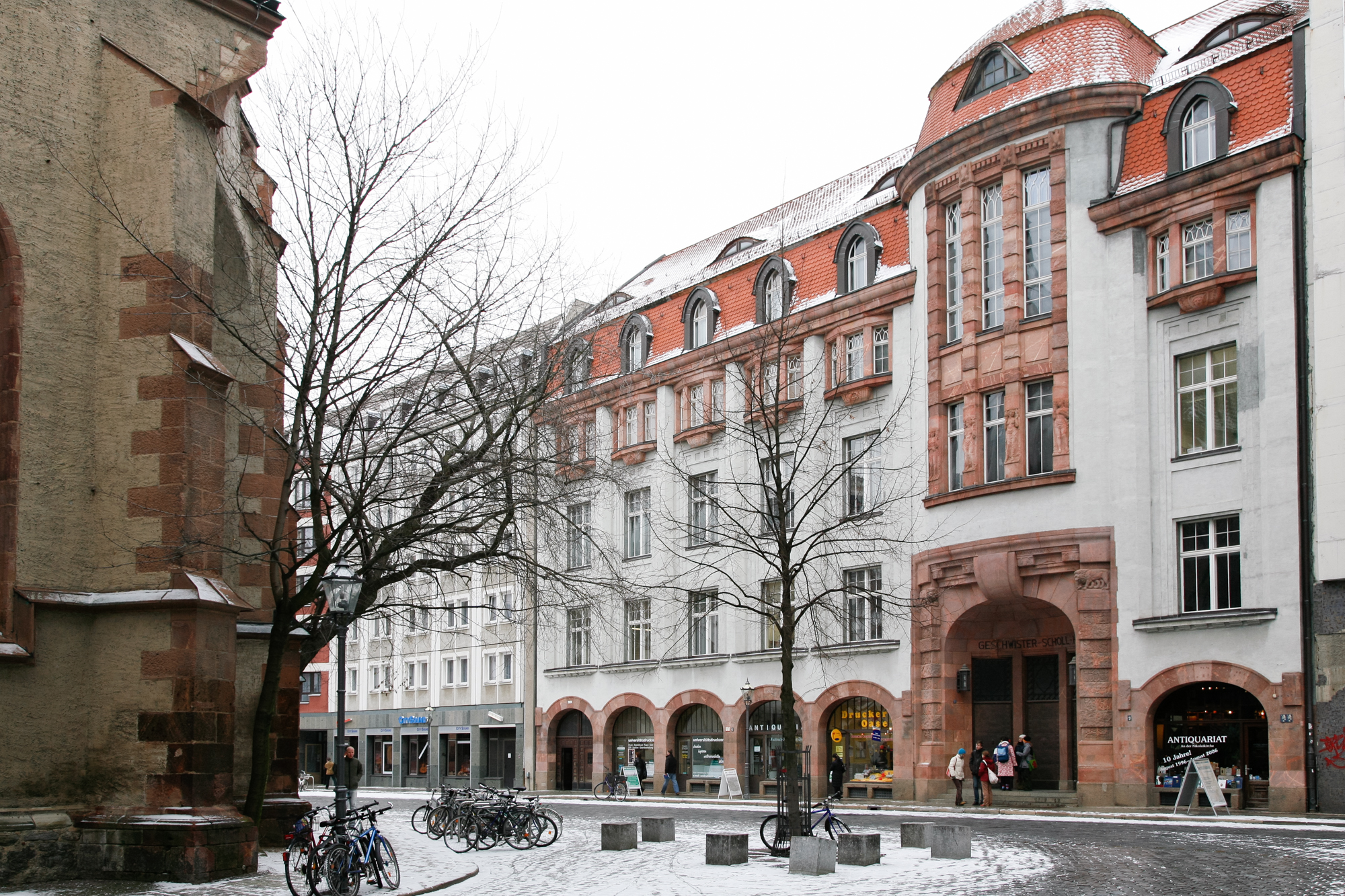
Geschwister-Scholl-Haus
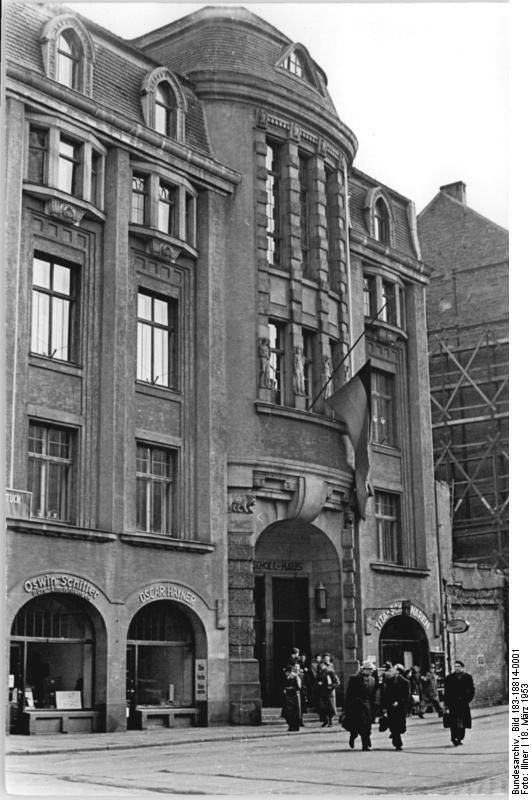
1953
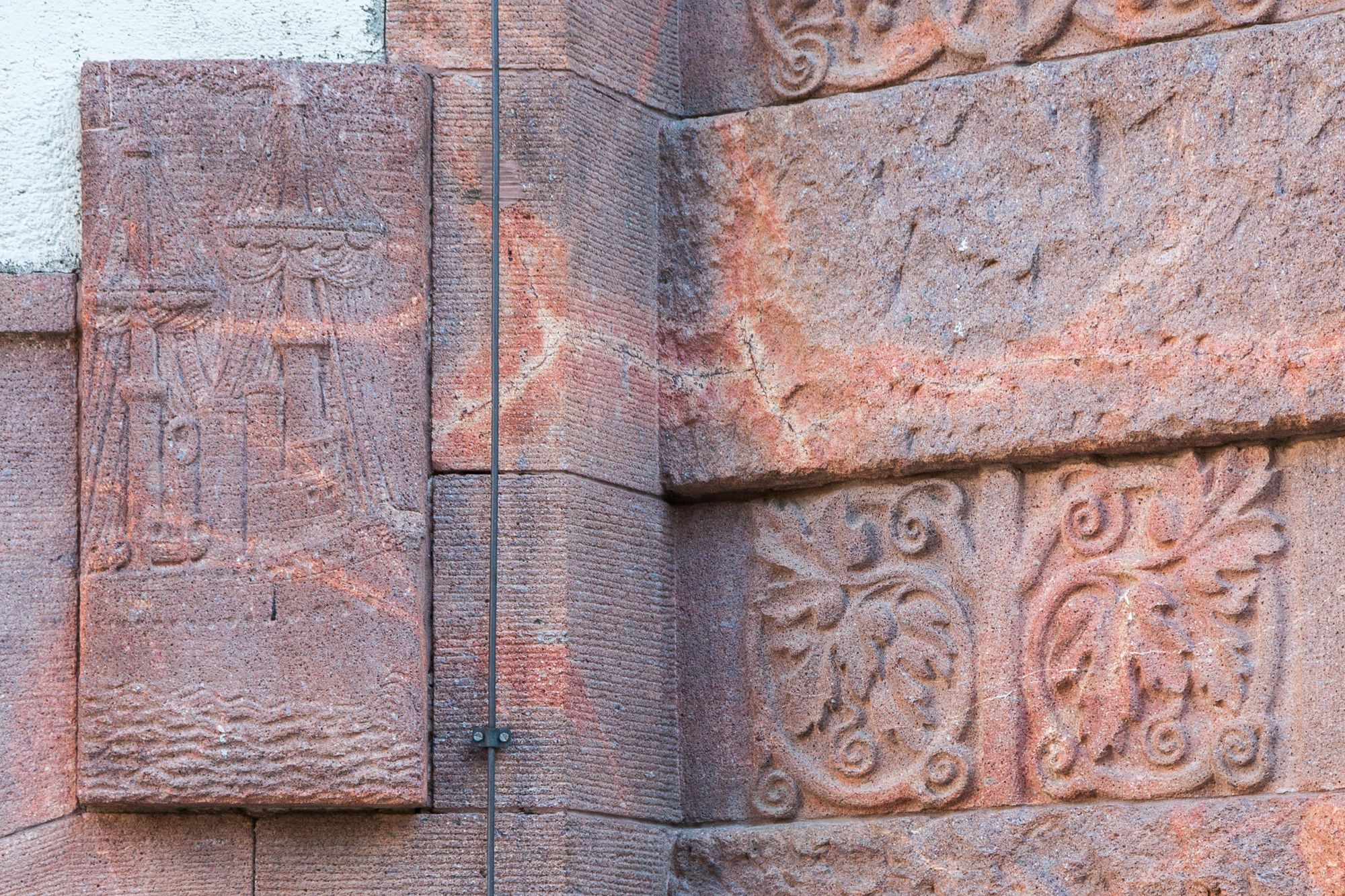
Reliefplatte Portal links
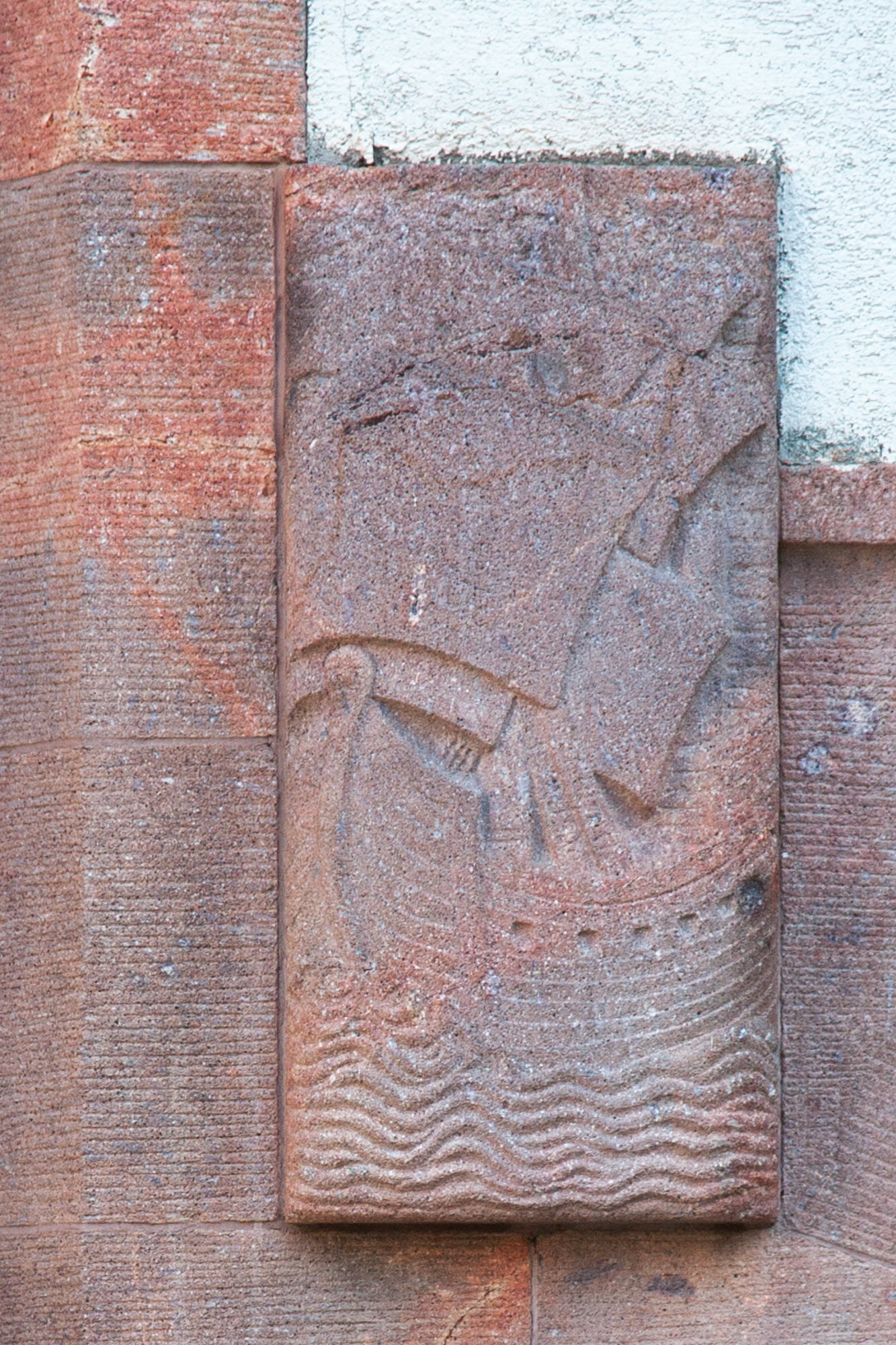
Reliefplatte Portal rechts
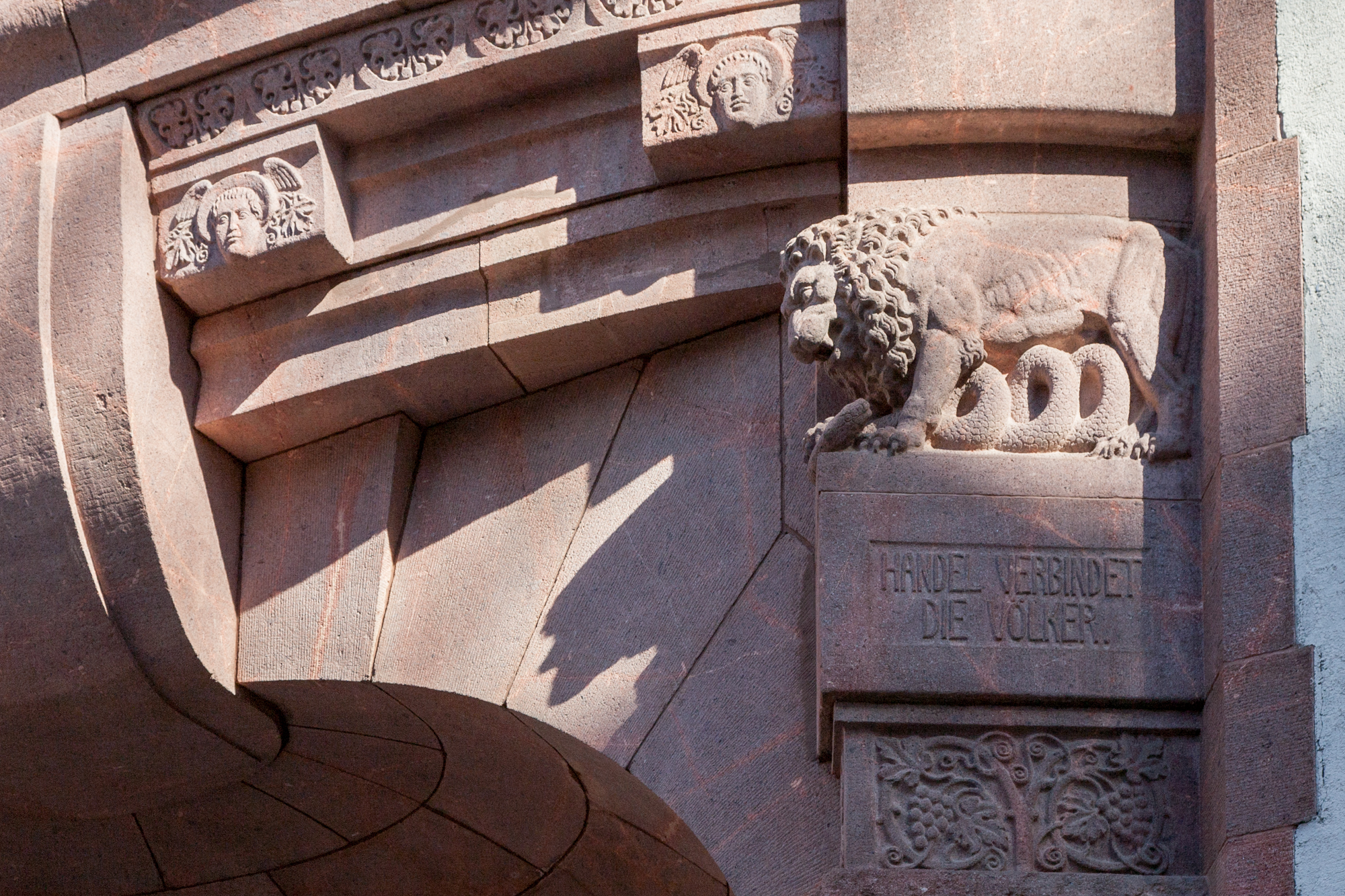
Inschrift
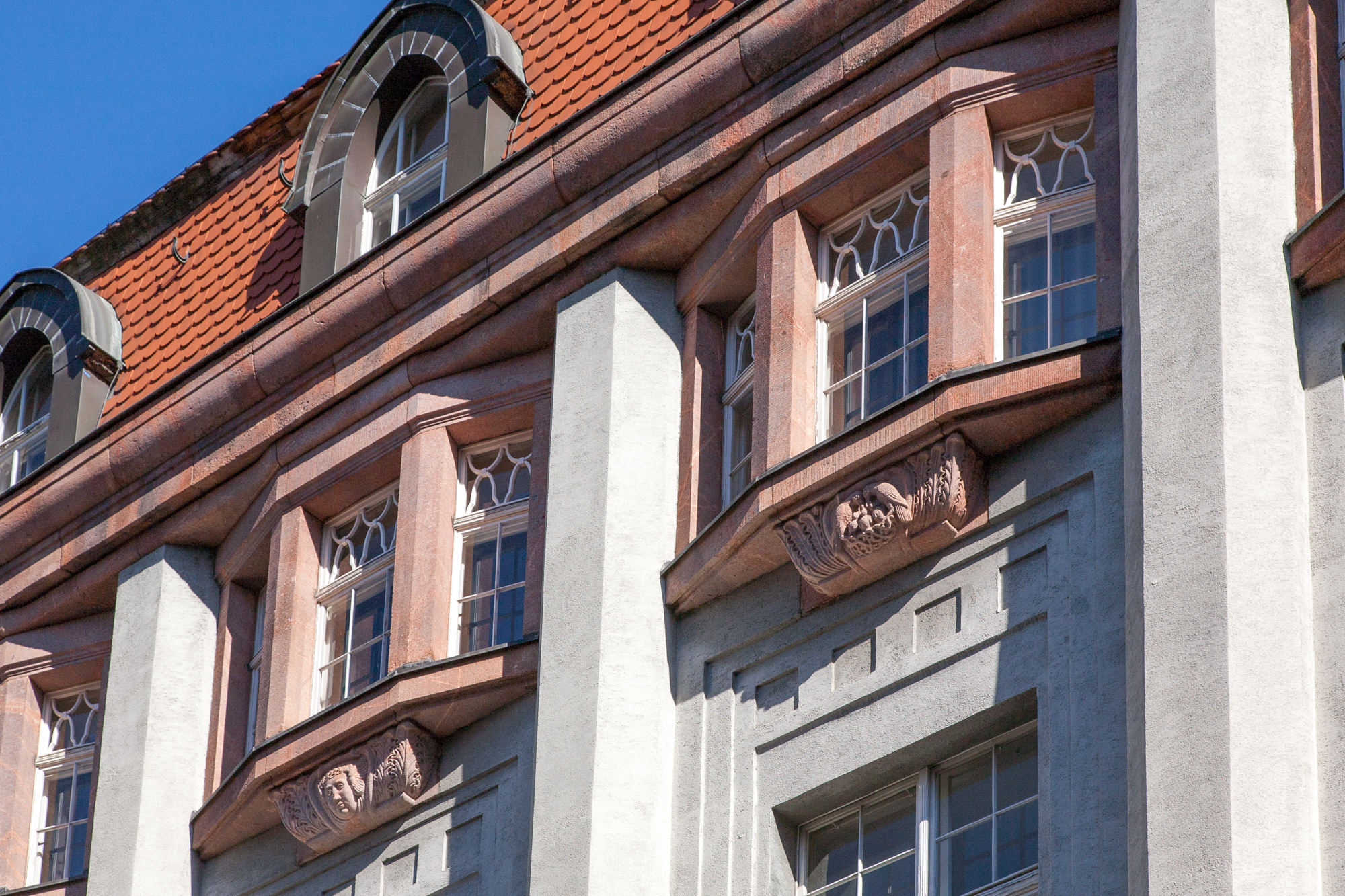
Fenstererker
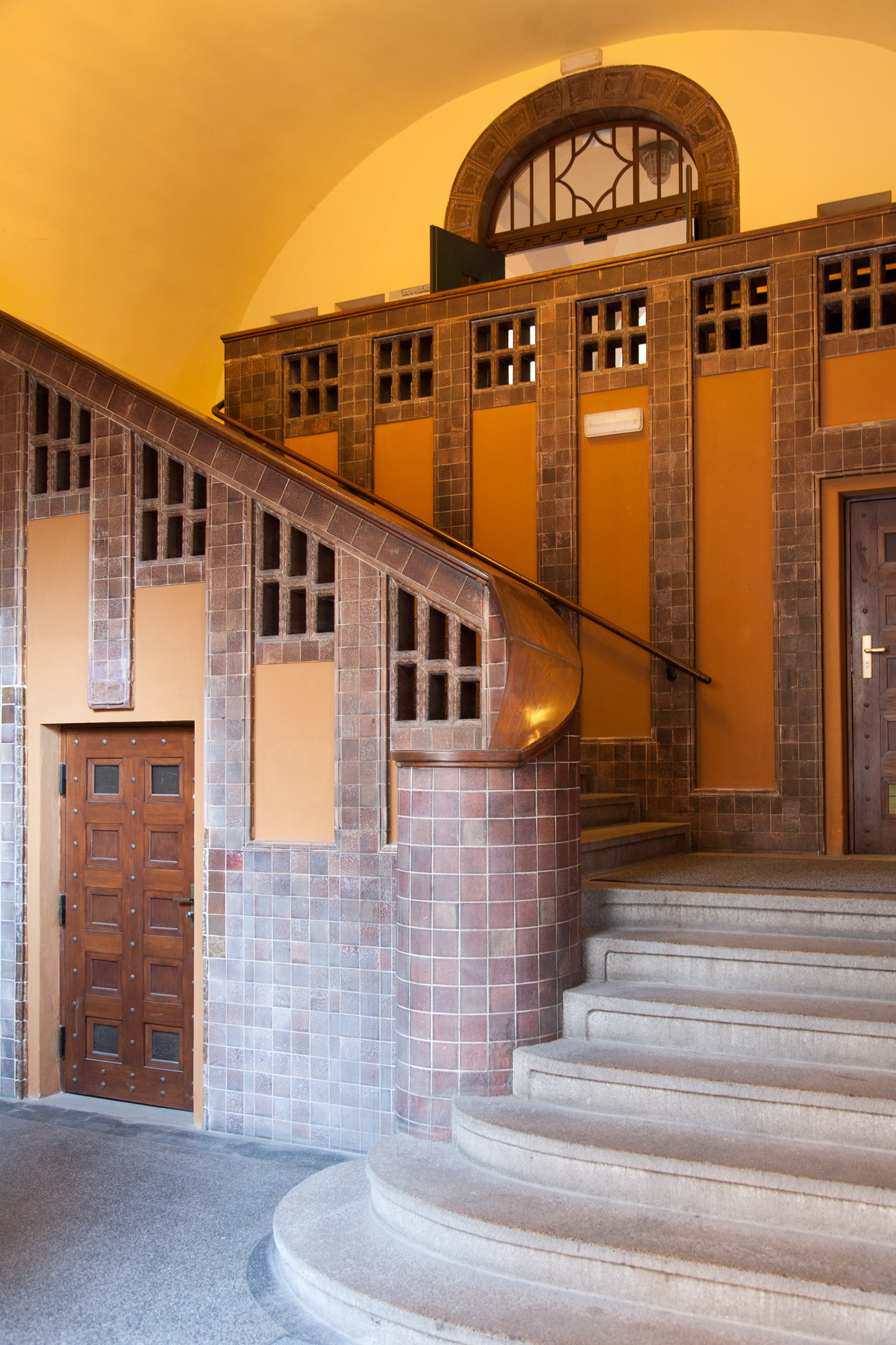
Eingangs- raum

## Geschichte und Benennung
1908 bis 1910 wurde das Gebäude als Sitz der ersten deutschen Handelshochschule errichtet. Am 20. Februar 1948 wurde in einer Feierstunde der Leipziger Studentenschaft das Haus dem Andenken der Geschwister Sophie und Hans Scholl (Angehörige der Widerstandsgruppe Weiße Rose, 1943 hingerichtet) gewidmet und in der Portalnische der Schriftzug Geschwister-Scholl-Haus angebracht. Ab 1948 diente das Gebäude der Wirtschaftlichen und der Sozialwissenschaftlichen Fakultät der Universität Leipzig. In den Jahren 1994–1995 wurde das Gebäude durch die Leipziger Architekten Winfried Sziegoleit und Eberhard Göschen denkmalgerecht saniert. Seit 1995 befindet sich in dem Anwesen das Institut für Kunstpädagogik der Universität Leipzig.